# ديفيد كاندلين
هوديفيد جون كاندلين (1928-4 ديسمبر 2019)، فيزيائي إنجليزي اشتهر بتطوير صياغة المسار المتكامل لحقل الفرميون ، واختراع تكامل بيريزن [الإنجليزية] لهذا الغرض. حصل على الدكتوراه من جامعة كامبريدج عام 1955 وكتب ورقته البحثية المؤثرة عن تكامل بيريزن بعد ذلك بوقت قصير. عُين لاحقًا محاضرًا في جامعة إدنبرة وتقاعد من هذا المنصب عام 1995. كان في وقت من الأوقات يشارك في العمل التعاوني المتعلق بالمنظمة الأوروبية للأبحاث النووية.